# Mont Temehani
Le mont Temehani est la montagne de l'île de Raiatea, dans les îles Sous-le-Vent des îles de la Société en Polynésie française. Elle est constituée de deux plateaux et marquée par le sommet Tefatoaiti, aussi nommé Tefatua, culminant à 1 017 mètres d'altitude[réf. souhaitée].
Cette montagne revêt une double importance en Polynésie française, car elle contient une flore endémique symbolisée par le Tiare 'apetahi (Apetahia raiateensis) et car son ascension est culturellement vue comme initiatique pour les habitants.

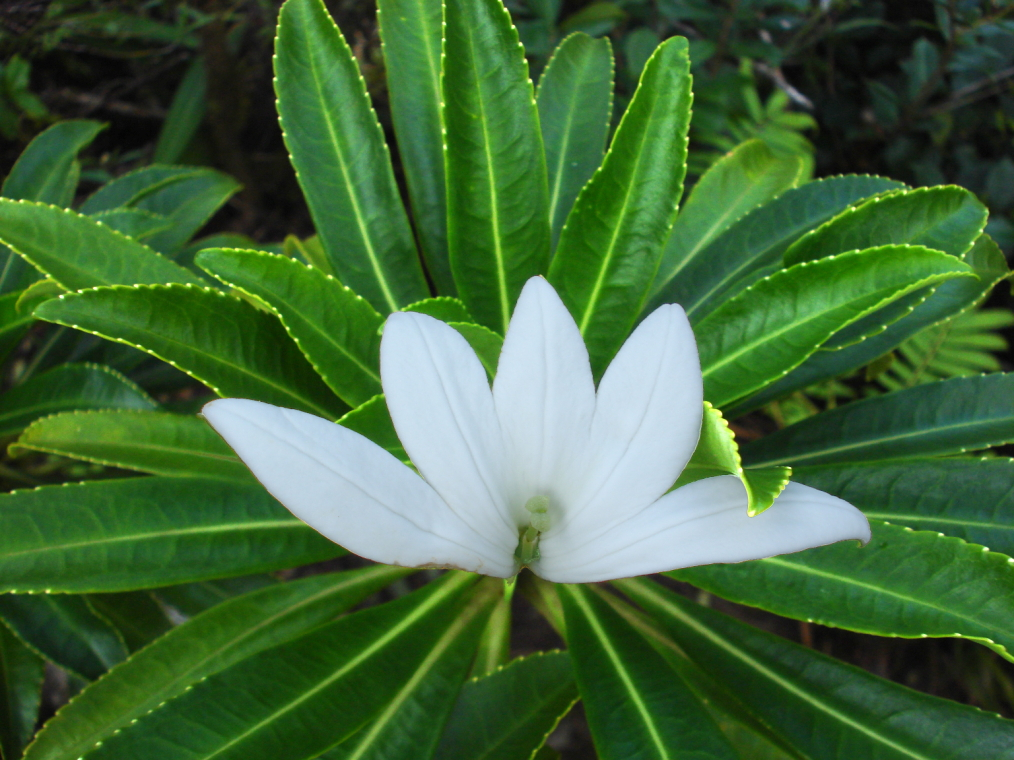
Tiare 'apetahi (Apetahia raiateensis)